# Nancy Pearl
Nancy Pearl (née le 12 janvier 1945) est une bibliothécaire américaine, autrice de best-seller et  critique littéraire.

## Biographie
Nancy Pearl obtient en 1967 un master à l'Université du Michigan. Elle est directrice au centre Washington du livre à la Bibliothèque centrale de Seattle. Elle est l'auteur de Book Lust: Recommended Reading for Every Mood, Moment, and Reason. Elle reçoit en 2011 le Librarian of the Year par le Library Journal, fondé par Melvil Dewey. Elle est l'autrice de romans et d'un mémoire.
Elle symbolise tous les bibliothécaires du monde, à travers une figurine la représentant.

## Publications
- Now Read This: A Guide to Mainstream Fiction 1978–1998, Libraries Unlimited, 1999,  (ISBN 1-56308-659-X)
- Now Read This II: A Guide to Mainstream Fiction, 1990–2001, Libraries Unlimited, 2002,  (ISBN 1-56308-867-3)
- Book Lust (en): Recommended Reading for Every Mood, Moment, and Reason, Sasquatch Books, Seattle, 2003,  (ISBN 1-57061-381-8)
- More Book Lust: Recommended Reading for Every Mood, Moment, and Reason, Sasquatch Books, Seattle, 2005,  (ISBN 1-57061-435-0)
- Book Crush: For Kids and Teens : Recommended Reading For Every Mood, Moment, and Interest, Sasquatch Books, Seattle, 2007,  (ISBN 978-1-57061-500-9)
- Book Lust To Go, Recommended Reading for Travelers, Vagabonds, and Dreamers, Sasquatch Books, Seattle, 2010,  (ISBN 978-1-57061-650-1)